# Olin-Palladium-Preis
Der Olin-Palladium-Preis (englisch Olin Palladium Award) ist ein von der Electrochemical Society 1950 begründeter und 1951 erstmals verliehener Preis. Er zeichnet herausragende Beiträge zum grundlegenden Verständnis elektrochemischer Vorgänge aus, insbesondere der Korrosion. Er bestand ursprünglich aus einer Palladium-Medaille und wurde daher auch so genannt (englisch Palladium Medal). Später wurde der Preis nach einer Zustiftung der Olin Corporation in Olin Palladium Award umbenannt. Der Olin-Palladium-Preis wird alle zwei Jahre von der Electrochemical Society während ihrer Herbsttagung verliehen.

## Bestandteile des Preises
Der Geehrte erhält eine Palladiummedaille und eine Wandtafel, die eine Bronzekopie der Medaille enthält, beide mit dem Namen des Empfängers. Die Medaille zeigt Pallas Athene, in der Rechten einen Speer und in der Linken einen Schild haltend, der das Wappen der Electrochemical Society trägt (außen mit der Schrift „The Electrochemical Society“, darin „Founded in Philadelphia 1902, Incorporated 1930“). Hinter und neben Athene sind Sinnbilder der vier Elemente Erde, Feuer Luft und Wasser; darum sind die Symbole für Venus/Kupfer ♀, Merkur/Quecksilber ☿, Mars/Eisen ♂, Mond/Silber ☾, Sonne/Gold ☉ und Ceres ⚳ angeordnet. Der Empfängers darf einen Vortrag halten und erhält zusätzlich eine lebenslange Mitgliedschaft in der Electrochemical Society sowie aktuell 7500 $, außerdem wird ein Bankett zu seinen Ehren veranstaltet.

## Historisches
Der 1950 eingeführte Preis wurde ursprünglich aus Einnahmen finanziert, die durch das Corrosion Handbook der ECS entstanden. Der Preis bestand aus einer Palladium-Medaille. Das Palladium dafür war vom Unternehmen International Nickel Company gespendet worden, das inzwischen in der kanadischen Bergwerksgesellschaft Vale Inco aufgegangen ist. Die Medaille wurde 1951 erstmals verliehen. Im Jahr 1971 wurde das Preisgeld auf 1500 $ festgelegt. Nach einer Schenkung der Olin Corporation wurde im Jahr 1977 der Name des Preises geändert, zunächst in Olin Palladium Medal and Prize. Heute ist der Preis als Olin Palladium Award bekannt.

## Preisträger
Als bisherige Empfänger des Olin-Palladium-Preises sind von der ECS genannt:
- 1951 Carl Wagner
- 1953 Nathaniel H. Furman
- 1955 Ulick Richardson Evans
- 1957 Karl-Friedrich Bonhoeffer
- 1959 Alexander Frumkin
- 1961 Herbert H. Uhlig
- 1965 Norman Hackerman
- 1967 Paul Delahay
- 1969 Thomas P. Hoar
- 1971 Leo Brewer
- 1973 Veniamin Levich
- 1975 Marcel Pourbaix
- 1977 Heinz Gerischer
- 1979 Roger Parsons
- 1981 Izaak Kolthoff
- 1983 Morris Cohen
- 1985 Martin Fleischmann
- 1987 Allen J. Bard
- 1989 Brian Evans Conway
- 1991 John S. Newman
- 1993 Jean-Michel Savéant
- 1995 Jerome Kruger
- 1997 Royce W. Murray
- 1999 John B. Goodenough
- 2001 Norio Sato
- 2003 Eliezer Gileadi
- 2005 Robert A. Rapp
- 2007 Sergio Trasatti
- 2009 Dieter M. Kolb
- 2011 Koji Hashimoto
- 2013 Ralph E. White
- 2015 Digby MacDonald
- 2017 Philippe Marcus
- 2019 Shimshon Gottesfeld
- 2021 Gerald S. Frankel
- 2023 Jeff Dahn
- 2025 Arumugam Manthiram[4]